# Wetumpka
Wetumpka város az USA Alabama államában, Elmore megyében, .melynek megyeszékhelye Lakosainak száma 7220 fő (2020. április 1.).

## Népesség
A település népességének változása:

| 2010 | 6 528 |
| 2020 | 7 220 |